# Effet Marangoni
En mécanique des fluides, on désigne par effet Marangoni (du nom du physicien italien Carlo Marangoni) les phénomènes de transport de matière le long d'une interface sous l'effet d'un gradient de tension superficielle. Cet effet seul est responsable du phénomène des larmes de vin, contrairement à la croyance populaire qui assimile ces « jambes » (ou larmes) à une teneur élevée en glycérol[source insuffisante].

## Histoire
Ce phénomène fut pour la première fois étudié dans les larmes de vin par le physicien James Thomson, le frère de Lord Kelvin, en 1855. L'effet plus général tient son nom du physicien italien Carlo Marangoni qui l'étudia lors de sa thèse à l'université de Pavie et publia ses résultats en 1865. Un traitement théorique complet fut donné en 1878 par Willard Gibbs dans ses travaux intitulés Équilibre des substances hétérogènes.

## Mécanisme

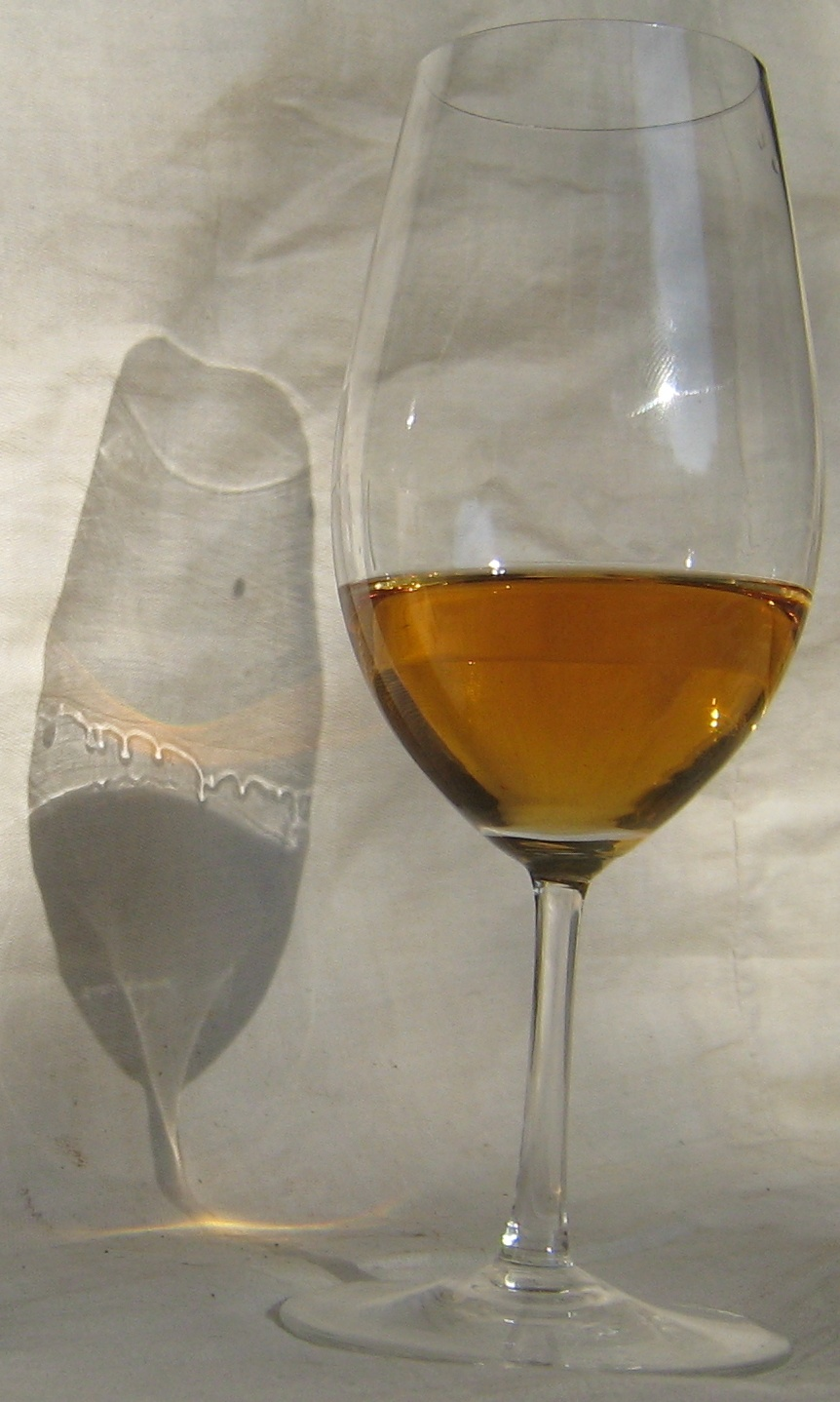
Les larmes d'un vin à 13,5 % apparaissent clairement sur l'ombre de ce verre.

Comme un liquide avec une tension de surface élevée tire plus fortement le liquide qui l'entoure qu'un liquide de faible tension, la présence d'un gradient de tension de surface force naturellement le liquide à couler des régions de basses tension vers les régions de hautes tension de surface. Ce gradient peut être provoqué par un gradient de concentration ou par un gradient de température (la tension de surface dépendant de la température).
Par exemple, le vin peut montrer un effet visible appelé larmes de vin comme montré sur la photographie. Cet effet est dû au fait que l'alcool a une tension de surface plus faible que l'eau. Si l'alcool est mélangé à l'eau de façon inhomogène, une région avec une faible concentration d'alcool (donc une tension de surface plus importante) va tirer sur le liquide plus fortement qu'une région où l'alcool est plus concentré, tant et si bien que le liquide aura tendance à couler vers les régions de faible concentration en alcool. Ceci peut aussi être mis en évidence en versant un film d'eau sur une surface lisse avant de déposer une goutte d'alcool au centre du film ; le liquide va alors « fuir » la région où est tombée la goutte d'alcool.
Le nombre de Marangoni, une grandeur sans dimension, peut être utilisé pour caractériser les effets relatifs de la tension de surface et des forces visqueuses.
Un traitement mathématique approfondi de cet effet du point de vue des équations de Navier-Stokes et de la thermodynamique peut être trouvée dans l'ouvrage de Subrahmanyan Chandrasekhar : Hydrodynamic and Hydromagnetic Stability[réf. non conforme], publié en 1961.

## Utilisation dans les phénomènes de transport
Dans des conditions normales, les effets de convection dus à la gravité dans un système présentant un gradient de température le long d'une interface fluide-fluide sont généralement bien plus important que l'effet Marangoni. De nombreuses expériences (ESA MASER 1-3) ont été conduites en condition de microgravité afin d'observer l'effet Marangoni sans l'influence de la gravité.
L'influence de l'effet Marangoni sur les transferts de chaleur en présence de bulles de gaz sur la surface chauffante (par ex. : dans la nucléation (subcooled nucleate boiling)) ont longtemps été ignorés, mais c'est un sujet de recherche récent à cause de son importance potentielle pour la compréhension fondamentale des transferts de chaleur lors de l'ébullition.

## Exemples et applications
Un exemple familier est celui des films de savon, stabilisés par l'effet Marangoni. Un autre est celui des cellules de convection, les cellules de Bénard étant gouvernées par l'effet Marangoni.
Une application importante de l'effet Marangoni est son utilisation pour le séchage de wafers en silicium après une étape de mouillage lors de la manufacture des circuits intégrés. Des gouttes de liquides laissées sur le wafer peuvent causer une oxydation qui endommagerait les composants électroniques. Pour éviter ces salissures, une vapeur d'alcool (ou d'un autre composé organique) est soufflé à travers une tuyère sur la surface du wafer et l'effet Marangoni qui s'ensuit provoque un gradient de tension de surface au sein du liquide permettant à la gravité de retirer plus facilement le liquide de la surface, laissant une surface parfaitement sèche.
Un phénomène similaire a été astucieusement utilisé pour l'auto-assemblage ordonné de nanoparticules[réf. non conforme]. Un alcool contenant les nanoparticules est répandu sur un substrat qui est ensuite soumis à un flux d'air humide. L'alcool s'évapore sous le flux tandis que l'eau se condense en micro-gouttelettes sur le substrat. Pendant ce temps les nanoparticules de l'alcool sont transférées au sein des micro-gouttelettes pour former de nombreux anneaux sur le substrat après séchage.
L'effet Marangoni est aussi important dans les domaines du soudage et de la croissance de cristaux.